# Bělaja Kalitva
Bělaja Kalitva (rusky Белая Калитва) je sídlo v Rusku, je správním střediskem Bělokalitvinského rajónu Rostovské oblasti. Městem je od roku 1958.

## Geografie
Město leží v centrální části Rostovské oblasti, na východním konci Doněckého krjaža, na břehu Severního Doňce, nejsilnějšího přítoku Donu. Město samé leží v ústí přítoků Severního Doňce – řek Kalitva a Lichaja. Nejvyšší bod na pravém skalnatém břehu Severního Doňce měří 148,8 m n. m., rozloha města je 16 495 ha.

## Historie
Město leží 168 km od Rostova na Donu. Oblast, kterou protékají vodné řeky, byla osídlena od dávných dob, vykopávky, nahodilé nálezy svědčí o osídlení starém 4 tisíce let. Nálezy jsou datovány do doby bronzové.
Za druhé světové války byla Bělaja Kalitva půl roku okupována německými vojsky (od 20. června 1942 do 19. ledna 1943). Osvobozena byla v rámci Stalingradské operace. V těžkých dnech celé země i města (tehdy ještě vsi) tři desítky vojáků osmi národností pod velením Annaklyče Atajeva zopakovaly výkon panfilovců; útvar 112. baškirské jezdecké divize dobyl výšinu pod Běloj Kalitvoj a udržel ji déle než jeden den. Atajev byl posmrtně vyznamenán Zlatou hvězdou hrdiny Sovětského svazu.

## Doprava
Městem prochází Severokavkazská železnice.

## Osobnosti
- Roman Adamov, fotbalista